# 通道 (编程)
在计算中，通道（channel）是通过消息传递进行进程间通信和同步的编程模型。作为一个流，消息可以经由通道发送，另一个进程或线程能够接收它已经引用的经由通道发送的消息。通道的不同实现，可以没有缓冲区也可以有缓冲区，消息传递相应的可以是同步的也可以是异步的。
通道是并发的进程演算方式的基础，并起源于通信顺序进程（CSP），它是并发的形式模型，在CSP的无缓冲区通道中，发送者不能传送消息，直到接收者准备好接受它，称为同步消息传递，这种行为也被形象的称为“约会”（rendezvous）。通道已经用在了很多CSP派生语言中，比如occam和Limbo编程语言（经历了Newsqueak和Alef语言）。通道还用于贝尔实验室Plan 9的libthread，以及用于Stackless Python和Go编程语言。

## 通道实现
通道是固有同步I/O：一个进程等待接收来自一个通道的对象，它将会阻塞直到这个对象被发送了。

### libthread通道
多线程库libthread，它最初是为操作系统Plan 9建立的，提供了基于固定大小的通道的线程间通信。下面用libthread通道API的例子来说明典型支持的操作。
- 固定或可变大小的通道建立，返回引用或句柄（handle）：Channel* chancreate(int elemsize, int bufsize)
- 发送到一个通道：int chansend(Channel *c, void *v)
- 接收自一个通道：int chanrecv(Channel *c, void *v)

### OCaml事件
OCaml事件模块提供有类型的通道用于同步。在调用这个模块的发送和接收函数的时候，它们建立可以被同步的相应发送和接收事件。

## 例子

### Go
Go允许通道缓冲内容，而且还有通过使用select阻塞而得到的非阻塞接收。下面是演示通道和goroutine协程用法Go代码片段：
```
c
 
:=
 
make
(
chan
 
int
)
  
// 分配一个通道

// 启动一个goroutine在其中做排序；当它完成时，在通道上发信号

go
 
func
()
 
{

    
list
.
Sort
()

    
c
 
<-
 
1
  
// 发送一个信号，值无关紧要

}()

doSomethingForAWhile
()

<-
c
   
// 等待排序结束；丢弃发来的值

```

### Rust
Rust提供了在线程之间的异步通道。通道允许在两个端点Sender和Receiver之间的单向的信息流动：
```
use
 
std
::
sync
::
mpsc
;

use
 
std
::
thread
;

fn
 
main
()
 
{

    
let
 
(
tx
,
 
rx
)
 
=
 
mpsc
::
channel
();

    
thread
::
spawn
(
move
 
||
 
{

        
tx
.
send
(
123
).
unwrap
();

    
});

    
let
 
result
 
=
 
rx
.
recv
();

    
println!
(
"{:?}"
,
 
result
);

}

```

## 应用
除了用于进程间通信的基本用途之外，通道可以被用作实现能现实化为串流的各种其他并发编程构造的原语（primitive）。例如，可以使用通道了构造Future与promise，这里的future是一个一元素通道，而promise是发送至这个通道的一个进程，它履行future。类似的，迭代器可以直接用通道构造。

## 引用
1. ↑  .   [2024-01-03]. （原始内容存档于2023-09-08）.
2. ↑  .   [2020-05-04]. （原始内容存档于2015-01-06）.
3. ↑  . doc.rust-lang.org.   [28 November 2020]. （原始内容存档于2024-03-24）.
4. ↑  "Futures （页面存档备份，存于）", Go Language Patterns （页面存档备份，存于）
5. ↑  "Iterators （页面存档备份，存于）", Go Language Patterns （页面存档备份，存于）